# Chiefs
Die Chiefs (dt. Häuptlinge; früher Waikato Chiefs genannt) sind eine Rugby-Union-Mannschaft aus der neuseeländischen Stadt Hamilton. Die Mannschaft spielt in der internationalen Super-Rugby-Liga. Sie repräsentiert die Regionalverbände Counties Manukau RU, Waikato RU, Thames Valley RFU, King Country RFU und Bay of Plenty RU, deren Einzugsgebiet den südlichen Teil des Ballungsraumes Auckland sowie die Regionen Waikato und Bay of Plenty auf der Nordinsel umfasst. Die Heimspiele werden im Waikato Stadium ausgetragen. Mannschaftsfarben sind Schwarz, Gelb und Rot.

## Geschichte
Zu Beginn war das Einzugsgebiet der Franchise anders zusammengesetzt. Die NZRFU befürchtete, die Blues aus Auckland könnten aufgrund der zahlreichen Nationalspieler in ihrem Kader zu stark dominieren. Die Chiefs repräsentierten deshalb zunächst die Regionalverbände Northland RFU und North Harbour RU.
Ende der 1990er Jahre sank die Anzahl der Nationalspieler bei den Blues, so dass 1999 ein Tausch bei den vertretenen Regionalverbänden vorgenommen wurde. Die Chiefs gaben Northland und North Harbour an die Blues ab und erhielten im Gegenzug Counties Manukau und Thames Valley. Dadurch ergab sich ein geographisch kompakteres Einzugsgebiet.
Seit der Gründung der Super 14-Liga im Jahr 1996 (bis 2005 Super 12) haben sich die Chiefs als die am wenigsten erfolgreiche Mannschaft Neuseelands erwiesen. Bis 2004 waren sie die einzige neuseeländische Mannschaft, die es nie in das Halbfinale schaffte. Damals unterlagen sie mit 37:20 den Brumbies aus Canberra. Im Jahr 2009 gelang erstmals der Einzug ins Finale, wo die Chiefs jedoch den Bulls mit 61:17 deutlich unterlagen. 2012 schafften es die Chiefs erneut ins Finale und gewannen mit einem 37:6-Sieg über die Sharks erstmals den Titel. Diesen Erfolg wiederholten sie in der Saison 2013, die Chiefs schlugen die Brumbies im Finale mit 27:22.

## Spieler und Trainer

### Aktueller Kader
Der Kader für die Saison 2020:

### Bekannte ehemalige Spieler
| - Bundee Aki (Irland) - Pita Alatini (Neuseeland & Tonga) - Gareth Anscombe (Wales) - Isaac Boss (Irland) - Frank Bunce - Aaron Cruden - Stephen Donald - Hosea Gear - Marty Holah - Ian Jones - Byron Kelleher - Nili Latu (Tonga) - Sione Lauaki - Michael Leitch (Japan) - Walter Little - Jonah Lomu - Aleki Lutui (Tonga) | - Leon MacDonald - Keven Mealamu - Liam Messam - Mils Muliaina - Jared Payne (Irland) - Bruce Reihana - Brodie Retallick - Keith Robinson - Mahonri Schwalger (Samoa) - Sitiveni Sivivatu - Liam Squire - Sailosi Tagicakibau (Samoa) - Sona Taumalolo (Tonga) - Kane Thompson (Samoa) - Tana Umaga - Sonny Bill Williams |

### Ehemalige Trainer
- Brad Meurant (1996–1997)
- Ross Cooper (1998–2000)
- John Mitchell (2001)
- Kevin Greene (2002–2003)
- Ian Foster (2004–2011)
- Dave Rennie (2012–2017)
- Colin Cooper (2018–2019)

## Platzierungen

### Super 12
| Jahr | Spiele | Siege | Unent. | Ndlg. | Spiel- punkte | Diff. | Bonus- punkte | Tabellen- punkte | Platz | Playoffs                           |
| ---- | ------ | ----- | ------ | ----- | ------------- | ----- | ------------- | ---------------- | ----- | ---------------------------------- |
| 1996 | 11     | 6     | 0      | 5     | 291:269       | +22   | 4             | 28               | 6.    |                                    |
| 1997 | 11     | 4     | 0      | 7     | 272:295       | −23   | 3             | 19               | 11.   |                                    |
| 1998 | 11     | 6     | 0      | 5     | 279:291       | −12   | 5             | 29               | 7.    |                                    |
| 1999 | 11     | 5     | 0      | 6     | 248:301       | −53   | 6             | 26               | 6.    |                                    |
| 2000 | 11     | 3     | 0      | 8     | 257:352       | −95   | 8             | 20               | 10.   |                                    |
| 2001 | 11     | 6     | 0      | 5     | 301:330       | −29   | 4             | 28               | 6.    |                                    |
| 2002 | 11     | 4     | 0      | 7     | 323:341       | −18   | 8             | 24               | 8.    |                                    |
| 2003 | 11     | 2     | 0      | 9     | 288:319       | −21   | 10            | 18               | 10.   |                                    |
| 2004 | 11     | 7     | 0      | 4     | 274:251       | +23   | 5             | 33               | 4.    | Halbfinalniederlage gegen Brumbies |
| 2005 | 11     | 5     | 1      | 5     | 272:250       | +22   | 6             | 28               | 6.    |                                    |

### Super 14
| Jahr | Spiele | Siege | Unent. | Ndlg. | Spiel- punkte | Diff. | Bonus- punkte | Tabellen- punkte | Platz | Playoffs                    |
| ---- | ------ | ----- | ------ | ----- | ------------- | ----- | ------------- | ---------------- | ----- | --------------------------- |
| 2006 | 13     | 7     | 1      | 5     | 325:298       | +27   | 6             | 36               | 7.    |                             |
| 2007 | 13     | 7     | 1      | 5     | 373:321       | +52   | 10            | 40               | 6.    |                             |
| 2008 | 13     | 7     | 0      | 6     | 348:349       | −1    | 6             | 34               | 7.    |                             |
| 2009 | 13     | 9     | 0      | 4     | 338:236       | +102  | 9             | 45               | 2.    | Finalniederlage gegen Bulls |
| 2010 | 13     | 4     | 1      | 8     | 340:418       | −78   | 8             | 26               | 10.   |                             |

### Super Rugby
| Jahr | Spiele | Siege | Unent. | Ndlg. | Spiel- punkte | Diff. | Bonus- punkte | Tabellen- punkte | Platz | Playoffs                                     |
| ---- | ------ | ----- | ------ | ----- | ------------- | ----- | ------------- | ---------------- | ----- | -------------------------------------------- |
| 2011 | 16     | 6     | 1      | 9     | 332:348       | −16   | 6             | 40               | 10.   |                                              |
| 2012 | 16     | 12    | 0      | 4     | 444:358       | +86   | 8             | 64               | 2.    | Finalsieg gegen die Sharks                   |
| 2013 | 16     | 12    | 0      | 4     | 458:364       | +94   | 6             | 66               | 1.    | Finalsieg gegen die Brumbies                 |
| 2014 | 16     | 8     | 2      | 6     | 384:378       | +6    | 8             | 44               | 5.    | Viertelfinalniederlage gegen die Brumbies    |
| 2015 | 16     | 10    | 0      | 6     | 372:299       | +73   | 8             | 48               | 5.    | Viertelfinalniederlage gegen die Highlanders |
| 2016 | 15     | 11    | 0      | 4     | 491:341       | +150  | 7             | 51               | 6.    | Halbfinalniederlage gegen die Hurricanes     |
| 2017 | 15     | 12    | 1      | 2     | 433:292       | +141  | 7             | 51               | 6.    | Halbfinalniederlage gegen die Crusaders      |
| 2018 | 16     | 11    | 0      | 5     | 463:368       | +95   | 5             | 49               | 5.    | Viertelfinalniederlage gegen die Hurricanes  |
| 2019 | 16     | 7     | 2      | 7     | 451:465       | −14   | 4             | 36               | 7.    | Viertelfinalniederlage gegen die Jaguares    |